# Trugratten
Die Trugratten (Octodontidae) sind eine in Südamerika lebende Nagetierfamilie aus der Unterordnung der Stachelschweinverwandten (Hystricomorpha). Die Familie umfasst acht Gattungen mit rund 15 Arten, von denen der Gewöhnliche Degu, der auch in Deutschland manchmal als Heimtier gehalten wird, die bekannteste ist.

## Merkmale
Trugratten haben ihren Namen von der äußeren Ähnlichkeit mit Ratten, mit denen sie aber nicht näher verwandt sind. Es sind kleine Nagetiere mit einem dichten, meist braun, grau oder schwarz gefärbten Fell. Sie haben einen relativ großen Kopf und eine spitze Schnauze. Die Augen sind eher groß, die Ohren sind bei den an der Oberfläche lebenden Arten groß und rundlich, bei den unterirdisch lebenden Gattungen (wie dem Coruro) klein. Ihren wissenschaftlichen Namen Octodontidae (zu Deutsch „Achtzähner“) verdanken sie der Kaufläche ihrer Backenzähne, die wie die Zahl 8 oder wie eine Niere geformt ist. Die Zahnformel lautet I1 – C0 – P1 – M3, insgesamt haben sie also 20 Zähne.
Die Gliedmaßen sind kurz, die Vorderfüße enden in vier und die Hinterbeine in fünf Zehen, die alle kräftige Krallen tragen. Der Schwanz ist je nach Lebensweise unterschiedlich gebaut, bei den grabenden Gattungen ist er kurz und nackt, bei den an der Oberfläche lebenden Gattungen hingegen lang und oft buschig. Trugratten erreichen eine Kopfrumpflänge von 12 bis 31 Zentimeter und ein Gewicht von 60 bis 700 Gramm.
Eine Besonderheit der Trugratten ist, dass die Chromosomenzahl je nach Art erheblich variiert. Es gibt Karyotypen von 2n=38 bis 2n=102. Mit der Roten und der Goldenen Viscacharatte zählen auch die einzig bekannten tetraploiden Säugetiere (mit vier Chromosomensätzen) zu dieser Gruppe.

## Verbreitung und Lebensraum
Trugratten sind im südlichen Südamerika beheimatet, ihr Verbreitungsgebiet umfasst das südliche Bolivien, das westliche Argentinien und Chile. Sie haben sich an verschiedene Lebensräume angepasst und kommen im küstennahen Strauchland ebenso vor wie im Hochgebirge in 3500 Metern Höhe.

## Lebensweise
Viele Arten können gut graben und leben in Erdbauen, manche Gattungen (insbesondere Coruros) haben sich an eine unterirdische Lebensweise spezialisiert. Viele Arten leben in Gruppen und haben komplexe Sozialstrukturen entwickelt. Trugratten sind Pflanzenfresser, die sich von Knollen, Wurzeln, Pflanzenzwiebeln, Stängeln und ähnlichem ernähren. Ein- oder zweimal im Jahr bringt das Weibchen ein bis zehn Jungtiere zur Welt.

## Systematik
Die Trugratten werden innerhalb der Nagetiere zu den Meerschweinchenverwandten gerechnet. Ihre Schwestergruppe sind die Kammratten, die manchmal sogar als Unterfamilie der Trugratten klassifiziert werden. Möglicherweise sind sie auch mit den Chinchillaratten eng verwandt.
Die Familie umfasst acht Gattungen mit 16 Arten:
- Südamerikanische Felsenratten (Aconaemys), 3 Arten
- Strauchratten oder Degus (Octodon), 5 Arten
- Pinselschwanzratte (Octodontomys gliroides)
- Viscacharatte (Octomys mimax)
- Goldene Viscacharatte (Pipanacoctomys aureus)
- Chalchaleros-Viscacharatte (Salinoctomys loschalchalerosorum)
- Coruro (Spalacopus cyanus)
- Tympanoctomys, 3 Arten

Die Goldene und die Chalchaleros-Viscacharatte wurden erst 2000 erstbeschrieben und sind spezialisierte Bewohner von Salzwüsten. Systematisch sind diese beiden Arten nahe mit der Roten Viscacharatte (Tympanoctomys barrerae) und der Kirchner-Viscacharatte (Tympanoctomys kirchnerorum) verwandt.